# Harry Lu
Lữ Tấn Vũ (giản thể: 吕晋宇; phồn thể: 吕晉宇; bính âm: Lǚjìnyǔ sinh ngày 17 tháng 4 năm 1992 tại Đài Bắc, Đài Loan), thường được biết đến với nghệ danh Harry Lu là một người Đài Loan sinh sống và làm việc với vai trò diễn viên tại Việt Nam. Anh có thể nói lưu loát Tiếng Trung (Tiếng phổ thông, Tiếng Phúc Kiến, Tiếng Triều Châu), Tiếng Anh và Tiếng Việt.

## Tiểu sử
Harry Lu là anh cả trong một gia đình kinh doanh có 2 anh em. Ba mẹ của Harry là người Đài Loan qua Việt Nam làm kinh doanh từ sau khi giải phóng và đã sinh ra anh trên đất Việt.

## Sự nghiệp
Harry Lu được khán giả Việt Nam biết tới khi đóng vai nam chính trong bộ phim "Thần Tượng" của đạo diễn Quang Huy vào năm 2013. Diễn xuất của Harry đã nhận được nhiều lời đánh giá tích cực, anh dần tạo dựng được hình ảnh của mình như một diễn viên thực thụ.

## Tin đồn yêu đương
Harry Lu từng bị vướng tin đồn với các mỹ nhân showbiz Việt khi tham gia các bộ phim và chương trình "Điệp vụ tuyệt mật" như Hoàng Thùy Linh, Khả Ngân, Midu. Nhưng anh phủ nhận rằng họ chỉ là những người bạn thân thiết.

## Tai nạn
Sáng ngày 25 tháng 2 năm 2017, một người bạn của Harry Lu gây xôn xao cộng đồng mạng khi chia sẻ thông tin nam diễn viên bị tai nạn giao thông nghiêm trọng. Sự cố này làm anh bị gãy xương mũi, xương mặt sưng và lệch vị trí. Sau tai nạn, Harry bất tỉnh và phải trợ thở bằng máy. Trải qua 60 tiếng trong phòng mổ, nam diễn viên đã hồi phục và ăn uống bình thường trở lại.
Lúc ngã xuống, trong người Harry không có giấy tờ tùy thân. Mãi sau khi qua cơn thập tử nhất sinh, Harry mơ màng tỉnh lại mới mượn đỡ điện thoại của một bệnh nhân khác để gọi cho mẹ mình.

## Danh sách phim

### Phim điện ảnh
| Otto W. 蓋彼 |

| - 陳妤 |

### Phim truyền hình
| Năm  | Tựa phim                  | Vai diễn | Đạo diễn   | Bạn diễn |
| ---- | ------------------------- | -------- | ---------- | -------- |
| 2014 | Trở Về 3                  | Tùng     | Việt Trinh | Khả Ngân |
| 2019 | Yêu Nhầm Con Gái Ông Trùm | Tuấn     | Luk Vân    | Sĩ Thanh |

### Phim ngắn
| Năm  | Tựa phim   | Vai diễn | Đạo diễn | Bạn diễn |
| ---- | ---------- | -------- | -------- | -------- |
| 2018 | Tôi Là Lụa | Harry    |          | Midu     |